# Воронцов, Алексей Васильевич
Алексе́й Васи́льевич Воронцо́в (род. 1 апреля 1941 года, Смоленская область, СССР) — советский и российский философ

, социолог, государственный и политический деятель. Доктор философских наук, профессор. Заслуженный работник высшей школы Российской Федерации (2000).
Депутат Законодательного Собрания Санкт-Петербурга, старейшина депутатского корпуса I—V созывов, Президент Петровской академии наук и искусств.

## Биография
Родился 1 апреля 1941 года в крестьянской семье. По национальности русский.
Окончил Смоленский государственный педагогический институт.
С 1966 года работает в Российском государственном педагогическом университете имени А. И. Герцена: после окончания аспирантуры прошёл путь от старшего преподавателя до профессора, заведующего кафедрой истории и теории социологии. С 1 сентября 2015 года является заведующим кафедрой социологии и религиоведения (с 1 сентября 2018 года — кафедры социологии).
В 1969 году защитил диссертацию на соискание учёной степени кандидата философских наук по теме «Завершающий этап культурной революции на селе: (На материалах Смоленской, Брянской и Калужской областей)»
В 1983 году защитил диссертацию на соискание учёной степени доктора философских наук по теме «Социализм и культурный прогресс деревни» (специальность — 09.00.02 «теория научного коммунизма»)
Автор более 350 научных и публицистических работ по проблемам истории русской и зарубежной социологии, социологии культуры, деревни, образования, социальной сферы.
Более 10 лет является председателем Диссертационного совета по защите докторских и кандидатских диссертаций. Научный руководитель 22 защитившихся кандидатов и 4 докторов наук.
Председатель Совета Санкт-Петербургского регионального отделения Всероссийского созидательного движения «Русский Лад». Председатель МОО «Российско-Беларуское Братство». Председатель Ленинградского отделения РУСО.
Член Союза писателей России.
Первый вице-президент Петровской академии наук и искусств (ПАНИ), главный редактор журнала «Вестник Петровской академии». В сентябре 2017 избран Президентом Петровской академии наук и искусств.
Женат, двое детей.

## Политическая деятельность
С 1962 года по настоящее время состоит в КПСС-КПРФ.
В 1990 году был выдвинут заведующим идеологическим отделом Ленинградского областного комитета КПСС.
В 1990—1993 годах — депутат Ленинградского областного совета.
В 1994—1998 годах — депутат Законодательного Собрания Санкт-Петербурга первого созыва, возглавлял комиссию по науке и высшей школе.
В 1996—1999 годах — вице-губернатор Ленинградской области по социальному развитию.
В декабре 2011 года избран депутатом Законодательного собрания Санкт-Петербурга пятого созыва. Председатель профильной комиссии по науке и высшей школе. Заместитель руководителя фракции КПРФ.
В 2017 избран в Состав Общественной палаты Санкт-Петербурга.

## Награды
- Почётный профессор РГПУ имени А. И. Герцена[3]
- Почётный знак «За заслуги перед Санкт-Петербургом»[2]
- Почётное звание «Заслуженный работник высшей школы Российской Федерации» (8 августа 2000 года) — за заслуги в научной работе, значительный вклад в дело подготовки высококвалифицированных специалистов[6]
- Почётная грамота Совета Министров Республики Беларусь (7 июля 2001 года) — за активное участие в укреплении интеграции между Республикой Беларусь и Российской Федерацией[7]
- Медаль академика И. Ф. Образцова (2008) за вклад в российское просветительство[1]
- Медаль Франциска Скорины (14 июня 2011 года, Белоруссия) — за значительный личный вклад в укрепление дружбы и культурного сотрудничества между Республикой Беларусь и Российской Федерацией[8][2]
- Орден Дружбы (15 июля 2022 года) — за заслуги в научно-педагогической деятельности, подготовке квалифицированных специалистов и многолетнюю добросовестную работу[9]